# 크리스 임펠리테리
크리스 임펠리테리는 미국의 기타리스트이다. 그는 자신의 성을 딴 임펠리테리의 리더이다.

## Animetal USA 활동
- Animetal USA   (2011)
- Animetal USA W (2012)

## 사건사고
2018년 캘리포니아 산불로 인하여 그의 집도 큰 피해를 입었다고 한다. 그리고 화재를 진압한 소방관들한테 감사드린다는 말도 아끼지 않았다.